# Hypothyris valora
Hypothyris valora är en fjärilsart som beskrevs av Richard Haensch 1909. Hypothyris valora ingår i släktet Hypothyris och familjen praktfjärilar. Inga underarter finns listade i Catalogue of Life.